# Maro
Mariana Brito da Cruz Forjaz Secca også kendt som Maro (født 30. Oktober 1994) er en Portugisisk sanger og sangskriver. Hun har repræsenteret Portugal ved Eurovision Song Contest 2022 i Torino med sangen "saudade, saudade" og kom på en 9. plads i finalen.